# Ubeda
Per la ciutat del mateix nom a Espanya, vegeu Úbeda
Ubeda és una pedania pertanyent al municipi d'El Pinós en la comarca del Vinalopó Mitjà, del País Valencià. Està situada uns 7 km. al nord-est d'El Pinós. Té 73 habitants (INE 2006).
Els habitants d'Ubeda parlen el valencià de la zona, és a dir, la varietat "alacantí" amb els seus localismes propis.